# Genista aetnensis
Espèce
Genista aetnensis, ou Genêt de l'Etna, est une espèce de plantes à fleurs de la famille des Fabaceae. C'est un arbuste natif de la Sicile et de la Sardaigne. L'espèce est présente aussi en Corse.

## Description

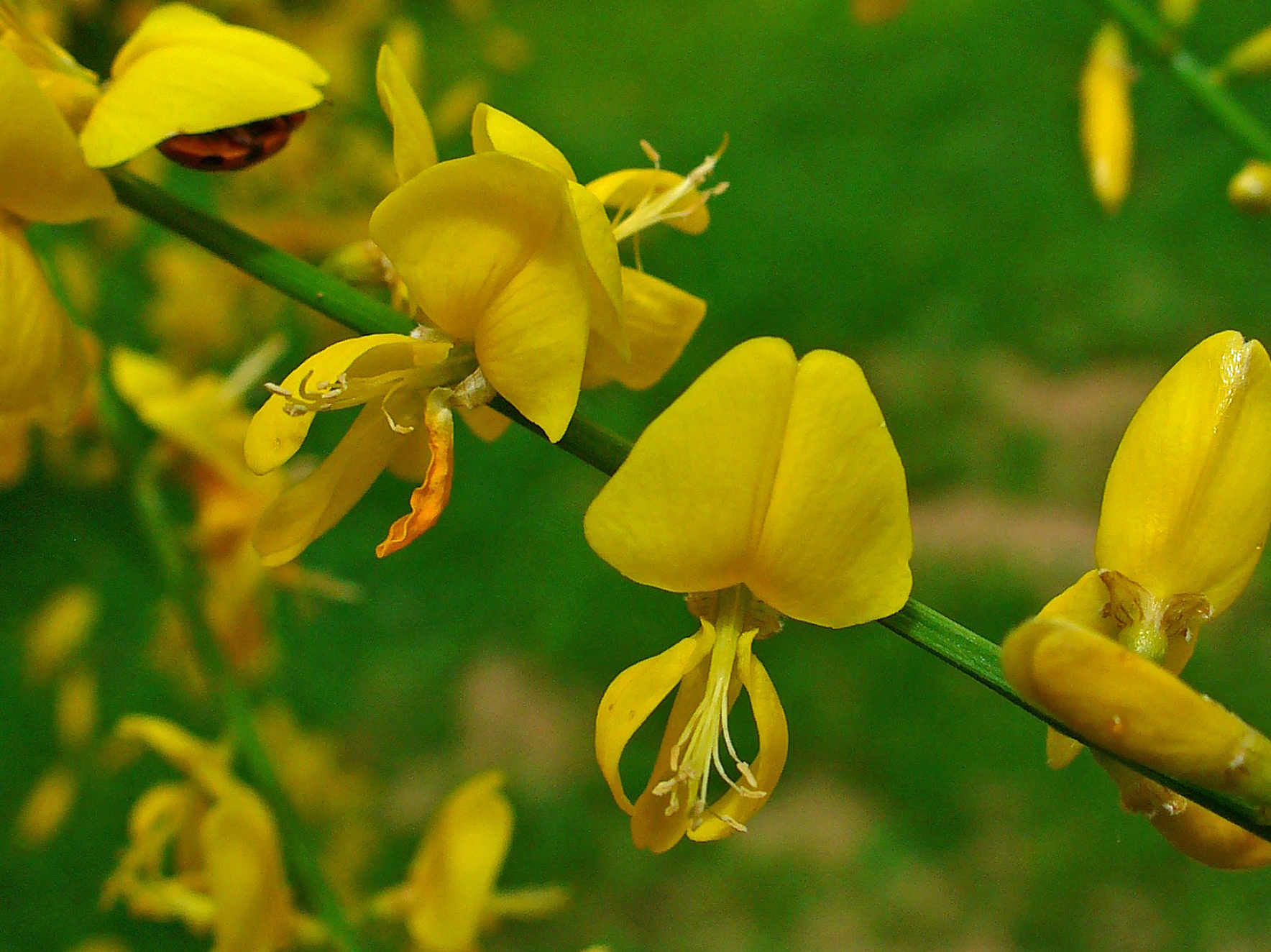
Fleur.

Le genêt de l'Etna est un arbuste généralement de 3 à 5 mètres de haut, mais pouvant atteindre parfois les dimensions d'un petit arbre.
Il est formé de plusieurs grosses branches divariquées dès le niveau du sol. Son port est sphérique. L'écorce est de teinte claire, jaunâtre.
Les feuilles sont rares, alternes, caduques, simples, étroitement lancéolées, de 5-9 mm de long. Elles sont présentes d'octobre à avril.
Les jeunes rameaux sont verts et striés. D'abord pubescents puis glabrescents et à maturité rapidement aphylles (nus).  En assurant la fonction chlorophyllienne en l'absence de feuilles, ils permettent de limiter la perte d'eau par transpiration, et ainsi de faciliter l'adaptation à l'environnement aride des champs de laves.
Les fleurs sont zygomorphes, jaunes et font moins de 1 cm (et donc beaucoup plus petites que celles du genêt d'Espagne). Le pédicelle fait 1 mm. Le calice est faiblement soyeux. Chaque fleur est organisée en un pétale supérieur dressé (ou  étendard), des latéraux (les ailes), et deux pétales soudés formant la carène, ici plus long que la forme standard.
Elles sont disposées en longues grappes à l'extrémité des rameaux. Sur l'Etna, la floraison commence en mai-juin à 900-1 000 m d'altitude et plus tard à plus haute altitude.
Les fruits sont des gousses (de légumineuse) soyeuses puis glabres, de 7-11 x 4 mm, contenant 2 à 4 graines, brunes et glabres.

## Répartition et habitat
Cette espèce est native de la Sicile et de la Sardaigne. Sa présence en Corse, est reconnue par Jeanmonod et Gamisans, sans qu'ils se prononcent sur sa naturalisation.
En Europe, elle a été introduite notamment en Grande-Bretagne. Elle a aussi été introduite sur d’autres continents, tels que l'Asie (par exemple en Inde, notamment dans l'état du Tamil Nadu), ou en Amérique du Sud (par exemple en Argentine).
C'est une espèce pionnière, une des plus importantes colonisatrices des coulées de lave sur les flancs de l'Etna. On la retrouve également sur les pentes du Vésuve.

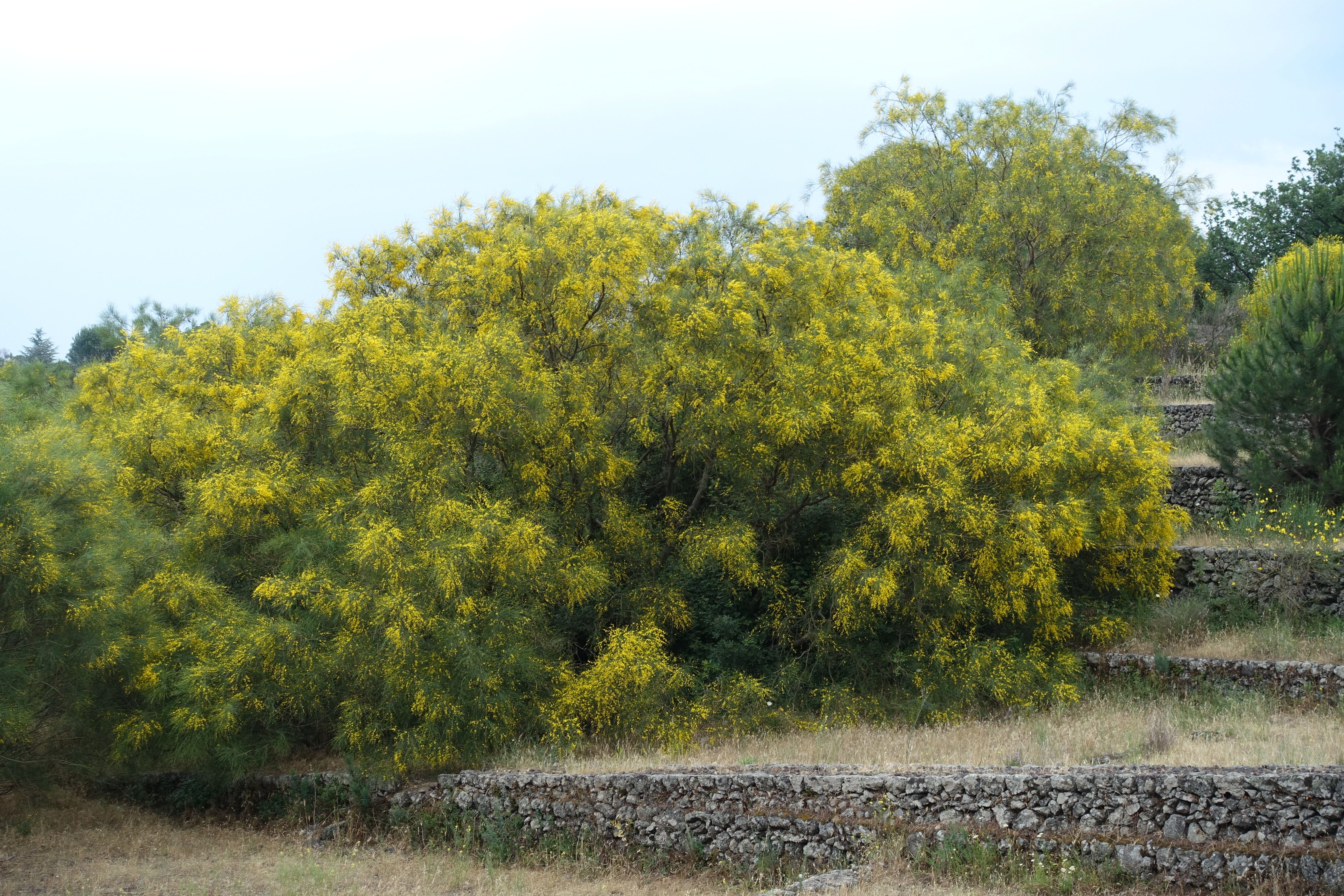
Genêt de l'Etna envahissant d'anciennes terrasses, sur les pentes de l'Etna.
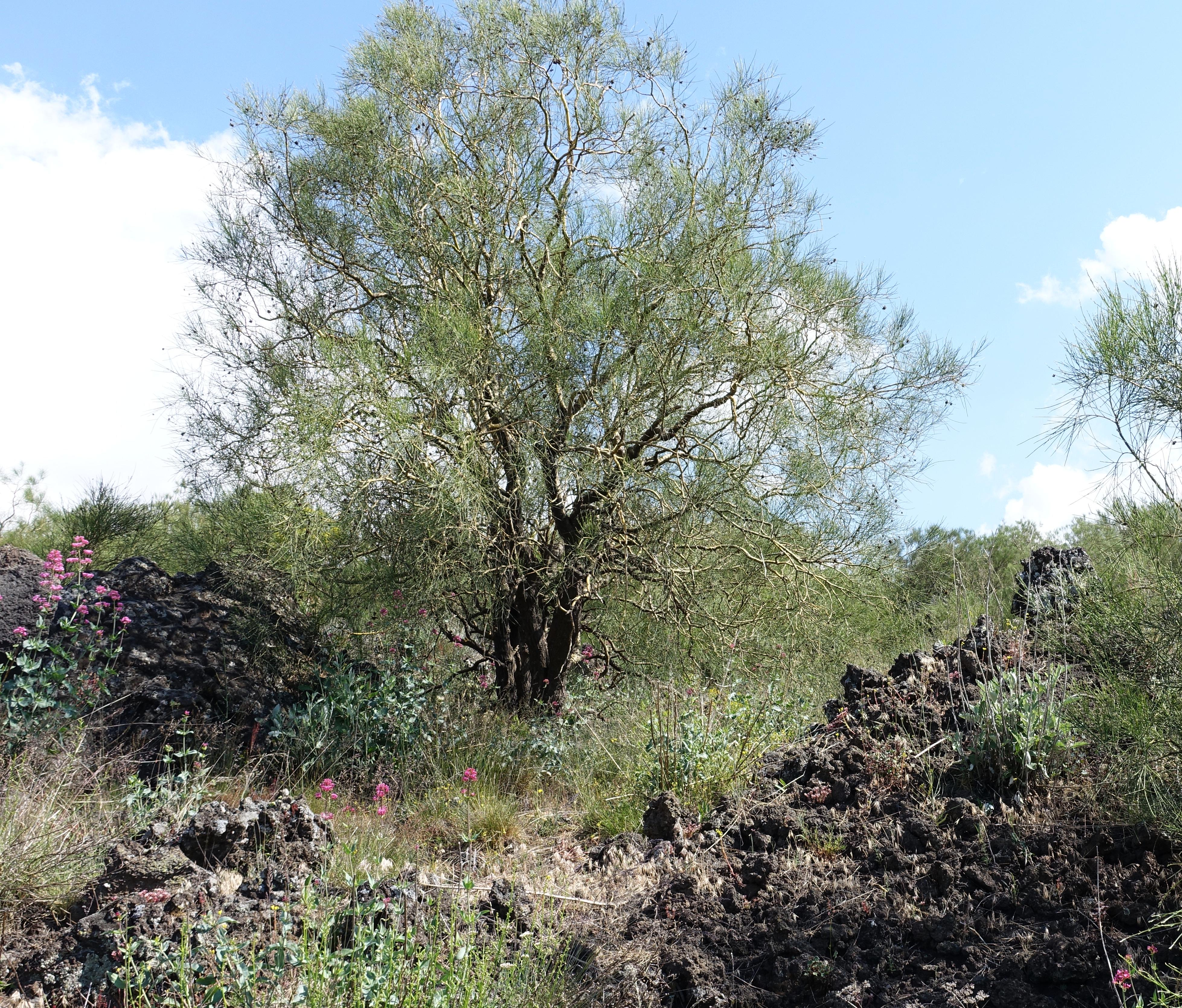
Genêt de l'Etna, poussant dans une ancienne coulée de lave de l'Etna.

## Dénominations et systématique

### Synonymes
- Spartium aetnensis Raf. ex Biv (basionyme)
- Cytisanthus aetnensis (Raf. ex Biv.) Cristof. & Feoli Chiapella